# Eutardigrada
Eutardigrada is een klasse van dieren die behoort tot de beerdiertjes (Tardigrada).
De verschillende soorten leven in zoet water, sommige soorten hebben zich aangepast op een leven in zee. Net als andere beerdiertjes kunnen de dieren een periode van extreme droogte doorstaan door in een ruststadium te gaan. 

## Taxonomie
- klasse Eutardigrada
  - orde Apochela
    - familie Milnesiidae
      - geslacht Limmenius
        - Limmenius porcellus

      - geslacht Milnesioides
        - Milnesioides exsertum

      - geslacht Milnesium
        - Milnesium almatyense
        - Milnesium antarcticum
        - Milnesium asiaticum
        - Milnesium brachyungue
        - Milnesium dujiangensis
        - Milnesium eurystomum
        - Milnesium katarzynae
        - Milnesium longiungue
        - Milnesium reductum
        - Milnesium reticulatum
        - Milnesium tardigradum
        - Milnesium tetralamellatum

  - orde Parachela
    - familie Beornidae (†)
    - familie Calohypsibiidae
    - familie Eohypsibiidae
    - familie Hypsibiidae
    - familie Macrobiotidae
    - familie Microhypsibiidae
    - familie Necopinatidae
    - familie Ramazzottiidae